# Eurema euterpiformis
Espèce
Eurema euterpiformis est une espèce d'insectes lépidoptères de la sous-famille des Coliadinae (famille des Pieridae).

## Dénomination
L'espèce Eurema euterpiformis a été décrite en 1947 par l'entomologiste canadien Eugène Munroe.
Synonyme : Pyrisitia euterpiformis..

## Écologie et distribution
Eurema euterpiformis est présent à Haïti.

### Biotope
Il réside aussi bien dans des forêts de pin que dans des mangroves.

### Protection
Pas de statut de protection particulier.